# Сабатини, Андреа
Андре́а Сабати́ни или Саббатини (итал. Andrea Sabbatini), известный как Андреа да Сале́рно (итал. Andrea da Salerno; 1487, Салерно — 1530, Гаэта) — итальянский художник Высокого Возрождения, один из лучших учеников Рафаэля.

## Биография
Андреа Сабатини сформировался в мастерской художника Андреа Соларио. В 1511 году в Риме он встретился с Рафаэлем, чьим учеником он вскоре стал. Сабатини почти полностью впитал стиль своего учителя, что отчётливо видно на его картине «Рождество». Учеником Сабатини стал Фабрицио Сантафеде.

## Творчество
Андреа да Салерно создал ряд примечательных полотен на религиозные сюжеты, такие как «Поклонение кресту», «Семь Отцов церкви», «Святой Николай на троне», «Поклонение волхвов», «Мадонна» и другие. Сейчас они выставлены в музее Неаполя. Также Сабатини выполнил фрески в церквях Санта-Мария-делле-Грацие, Сан-Дженнаро-деи-Повери и других.